# Guter Hirt (Duingen)

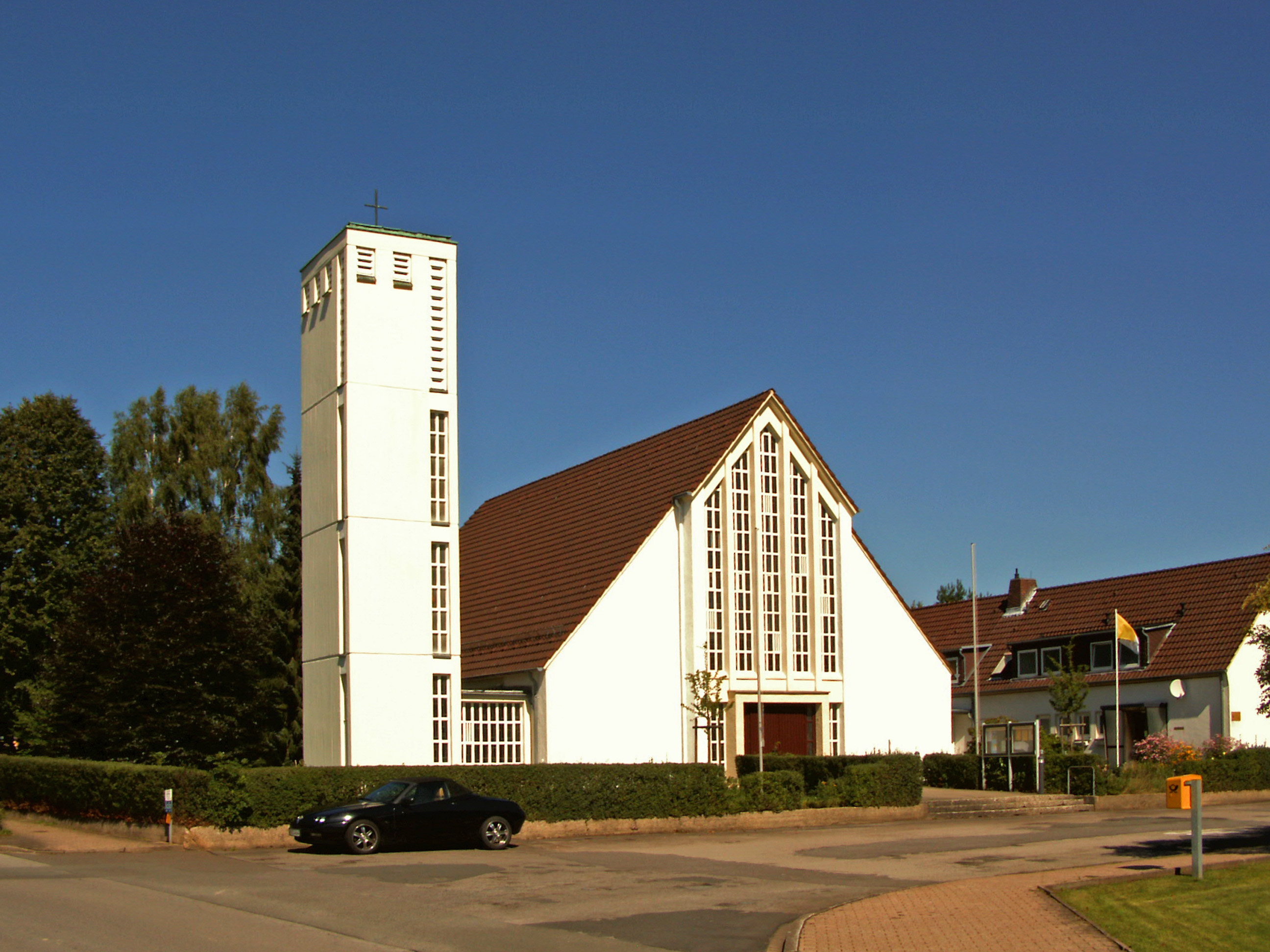
Guter Hirt

Guter Hirt ist die römisch-katholische Kirche in Duingen, einem Flecken im Landkreis Hildesheim in Niedersachsen. Das nach dem Guten Hirten, im Christentum eine der ältesten Bezeichnungen für Jesus Christus, benannte Gotteshaus gehört zur Pfarrei St. Marien mit Sitz in Alfeld im Dekanat Alfeld-Detfurth des Bistums Hildesheim.

## Geschichte
In Duingen wurde 1542/43 unter Elisabeth von Brandenburg die Reformation eingeführt, wodurch die Bevölkerung und die Kirche von Duingen evangelisch-lutherisch wurden.
Erst durch die Flucht und Vertreibung Deutscher aus Mittel- und Osteuropa infolge des Zweiten Weltkriegs ließen sich wieder Katholiken in größerer Zahl in Duingen und den umliegenden Ortschaften nieder. Sie gehörten zunächst zur neugebildeten Pfarrvikarie Gronau-Land, und nach deren 1946 erfolgter Teilung zur Pfarrvikarie Gronau-West. Sitz der neuen Pfarrvikarie war Marienhagen, da das dort ansässige Kalkwerk Neuzugezogenen Arbeitsmöglichkeiten bot. Als der in Marienhagen ansässige Priester nach Duingen umzog, wurde 1956 auch der Sitz der Pfarrvikarie Marienhagen nach Duingen verlegt. Damals wurde auch beschlossen, in Duingen eine katholische Kirche zu bauen. Zunächst fanden die Gottesdienste jedoch in der evangelischen Katharinen-Kirche von Duingen statt. 1958 wechselte Duingen vom Dekanat Nörten in das damals neugegründete Dekanat Alfeld-Gronau.
Am 20. August 1960 fand die Grundsteinlegung für die Kirche statt, und am 7. und 8. Januar 1961 folgte ihre Konsekration durch Weihbischof Heinrich Pachowiak. In diesem Jahr wurde auch die Pfarrvikarie Duingen zur Kuratie erhoben. Nach der Liturgiereform des Zweiten Vatikanischen Konzils wurde am 4. Juni 1971 ein neuer Altar benediziert.
Am 1. Dezember 2002 erfolgte die Zusammenlegung der Dekanate Alfeld-Gronau, zu dem Duingen gehörte, und Bockenem-Detfurth zum heutigen Dekanat Alfeld-Detfurth. Seit dem 1. November 2006 gehört die Kirche zur Pfarrei Alfeld, die Kuratie Duingen wurde in diesem Zusammenhang aufgehoben.

## Lage, Architektur und Ausstattung
Die Kirche steht westlich der Ortsmitte von Duingen auf dem Grundstück Ebertstraße 14, an der Ecke zum Försterkampweg.
Das Gotteshaus mit seinem freistehenden, kreuzbekrönten Turm entstand nach Plänen des Architekten Johannes Reuter aus Kassel.
An der Rückwand des Altarraumes stellt ein Mosaik den Guten Hirt dar. Auf dem Hochaltar ist der Tabernakel platziert. Seine Türen sind mit einer Darstellung des Abendmahls Jesu versehen. Vor einer Marienstatue können Opferkerzen aufgestellt werden.